# Mont Starr King
Pour les articles homonymes, voir Starr King.
Le mont Starr King (en anglais : Mount Starr King) est un sommet de la Sierra Nevada, aux États-Unis. Il culmine à 2 771 mètres d'altitude dans le comté de Mariposa, en Californie. Il est protégé au sein de la Yosemite Wilderness, dans le parc national de Yosemite.